# Ksenija Poljakova
Ksenija Vital'evna Poljakova (in russo Ксения Витальевна Полякова?; Samara, 25 agosto 2000) è una ginnasta russa.

## Biografia
Poljakova ha iniziato a praticare la ginnastica ritmica all'età di tre anni e mezzo, su raccomandazione di un dottore che le aveva riscontrato i piedi piatti. Nel 2012 è entrata a far parte della squadra russa juniores, vincendo agli Europei giovanili di Minsk 2015 la medaglia d'oro nel concorso generale e l'argento nell'esercizio con le 5 palle.
Nel 2016 ha fatto il suo debutto senior in Nazionale maggiore, vincendo con la Russia la medaglia d'oro agli Europei di Holon. Una frattura alla caviglia le ha impedito di prendere parte alle Olimpiadi di Rio de Janeiro 2016, venendo relegata ad atleta di riserva. Ai campionati di Pesaro 2017 si laurea poi per la prima volta campionessa mondiale.

## Palmarès
- Campionati mondiali di ginnastica ritmica

Pesaro 2017: oro nelle 3 palle / 2 funi e nell'all-around, argento nei 5 cerchi.
Sofia 2018: oro nell'all-around, argento nelle 3 palle / 2 funi.
- Campionati europei di ginnastica ritmica

Holon 2016: oro nell'all-around.
Guadalajara 2018: oro nel concorso a squadre e nell'all-around, bronzo nei 5 cerchi.
- Europei juniores

Minsk 2015: oro nell'all-around, argento nelle 5 palle.